# Maximilien Gérard de Rayneval
Maximilien Gérard, conde de Rayneval (Versalles, 8 de octubre de 1778-La Granja de San Ildefonso, 16 de agosto de 1836) fue un noble, político y diplomático francés.

## Biografía
Fue hijo del diplomático francés, de origen alsaciano, Mathias Joseph Gérard de Rayneval; y su esposa Adelaide Gaucherel (1757-1793).
Como su padre, siguió la carrera diplomática. Inició su carrera como agregado a la legación francesa ante el rey de Dinamarca, entre 1800 y 1801. En este último año pasó a la legación en San Petersburgo como segundo secretario. En junio de 1804 llegaría a ser, de forma interina, encargado de negocios de la legación en el momento de la entrada de Rusia en la Tercera Coalición, en contra de Francia. Finalmente con la ruptura de las relaciones diplomáticas entre ambos países, pasaría a Lisboa como único secretario de la legación francesa ante el rey de Portugal. Posteriormente volvería a Rusia, llegando a ser uno de los franceses con un mayor conocimiento de este país.
El 14 de agosto de 1811 contrajo matrimonio con Alexandrine Włodek (1787-1859), polaca residente en San Petersburgo e hija del general  Thaddée Włodek. 
Antes de la caída del Primer Imperio francés, acompañó al duque de Vicenza a los congresos de Praga y Châtillon. Tras la restauración fue director de cancillerías en el Ministerio de Asuntos Exteriores, donde sería nombrado director de asuntos políticos y cancillerías en 1819, y finalmente en 1820, subsecretario. Hacia 1819 por medio de Alexis-François Artaud de Montor, entonces agregado a la legación francesa en Nápoles, hizo gestiones para convencer a Rossini de realizar una ópera para la ópera de París.
Entre 1819 y 1822 fue propietario del castillo de Boufflers en Auteuil. 
En 1821 fue nombrado embajador en Berlin. Cuatro años después lo sería en Suiza y en 1829, en Viena. En 1832, tras la instauración en el trono de Luis Felipe, fue nombrado por este embajador ante Fernando VII de España. El 11 de octubre de ese año fue nombrado por Luis Felipe, par de Francia. 
Murió en La Granja de San Ildefonso donde se encontraba la corte, como consecuencia del cólera. Fue enterrado en la capilla de cementerio de la localidad.

## Matrimonio y descendencia
Contrajo matrimonio con Alexandrine Włodek.El matrimonio tendría cuatro hijos:
- Alphonse (1813-1858)
- Eugène (1814-1871)
- Constance Adèle (1815-1877)
- Charles Aloys Maximilien (1825-1911)

## Órdenes
- Caballero gran oficial de la Orden de la Legión de Honor.[6]
- Caballero gran cruz de la Orden de Carlos III. (Reino de España, 1829)[7]
- Caballero de la Orden de San Jenaro. (Reino de las Dos Sicilias)[8]

### Individuales
1. ↑  Savoye, Antoine (1998). «Frédéric Le Play à la découverte de la société russe: L'expédition en Russie méridionale (1837)». Genèses (31): 119-137. ISSN 1155-3219. Consultado el 28 de febrero de 2024.
2. ↑  Barulich, Frances (2000). «IL SEGRETO: The Viotti/Chinnery Correspondence in New York». Fontes Artis Musicae 47 (4): 310-344. ISSN 0015-6191. Consultado el 28 de febrero de 2024.
3. ↑  Rigault, Abel (1931). «Les Archives des Affaires Étrangères et les Mouvements libéraux et nationaux de 1830». Revue d'histoire moderne 6 (33): 205-218. ISSN 0996-2727. Consultado el 28 de febrero de 2024.
4. ↑  «Necrología.- Fallecimiento del embajador Rayneval.». Gaceta de Madrid (635). 8 de septiembre de 1836. p. 4.
5. ↑  «Maximilien Gérard de Rayneval». Base Roglo.
6. ↑  «Almanach royal et national: 1834». Almanach royal et national: 33. 1834.
7. ↑  «Almanach royal et national: 1834». Almanach royal et national: 266. 1834.
8. ↑  «Almanach royal et national: 1834». Almanach royal et national: 269. 1834.